# 木梓镇
木梓镇，是中华人民共和国广西壮族自治区贵港市港南区下辖的一个乡镇级行政单位。

## 行政区划
木梓镇下辖以下地区：
大兴村、木梓村、程江村、红朗村、武思村、龙联村、回龙村、三联村、蕉田村、陈樟村、官联村、龙塘村、井良村、六罗村、香平村、新莲村和莲子村。